# سسیل شریدان
سسیل شریدان (انگلیسی: Cecil Sheridan; ۲۱ دسامبر ۱۹۱۰ – ۴ ژانویهٔ ۱۹۸۰) بازیگر، و ترانه‌سرا اهل جمهوری ایرلند بود.